# Morimoto Takajuki
Morimoto Takajuki (Kavaszaki, 1988. május 7. –) japán válogatott labdarúgó.
A japán válogatott tagjaként részt vett a 2010-es világbajnokságon.

## Statisztika
| Japán válogatott | Japán válogatott | Japán válogatott |
| Időszak          | Mérk.            | gól              |
| ---------------- | ---------------- | ---------------- |
| 2009             | 2                | 1                |
| 2010             | 7                | 2                |
| 2011             | 0                | 0                |
| 2012             | 1                | 0                |
| Összesen         | 10               | 3                |